# 旭堂南陵
旭堂 南陵（きょくどう なんりょう）は、上方講談（講釈師）の大名跡。旭堂一門の留め名。本来は「あさひどう」と読ませていたが江戸と区別させる為「きょくどう」となった。
- 初代旭堂南陵 - 本名：浅井 金次郎（1858年 - 1911年）駿河生まれ。元は東京を拠点にしていたが旅回りの末大阪に移住した。生玉神社の御旅所の席主も兼ねた。「義士伝」を得意とした。世話好きで門弟をも養った。晩年「旭堂一道」と改名。
- 二代目旭堂南陵 - 本項にて記述
- 三代目旭堂南陵 - 当該項目で記述
- 四代目旭堂南陵 - 当該項目で記述

二代目 旭堂 南陵（きょくどう なんりょう、1877年9月15日 - 1965年11月19日）は、上方の講談師。大阪市生まれ。初代の弟子で養子。本名：浅井 靏造。

## 経歴
1877年9月、大阪天満の染物屋に生れる。
1895年、東京から来た4代目正流斎南窓に師事。初名は正流斎鶴窓。1896年、初代旭堂南陵に入門。旭堂南花となる。1897年、東京へ上京し、3代目神田伯龍の門下で修行。神田龍生、神田小伯龍と改名。1900年大阪へ戻る。初代旭堂小南陵へ改名。1909年、2代目旭堂南陵を襲名。
1949年、関西演芸協会の初代会長に就任。1951年、大阪市民文化賞受賞。1955年、NHK放送文化賞受賞。
1965年11月19日、死去。88歳没。
1996年、第1回上方演芸の殿堂入り。

## 人物
- 堂々たる風格があり、「難波戦記」「太閤記」「祐天吉松」などを得意とした[1]。
- 戦前は上方唯一の講釈師として、新聞の連続講談やラジオ出演などをこなした[1]。戦後は、親子で上方講談の復興に尽力した。
- 上方落語協会発足時、講釈師の会員は2代目南陵と2代目旭堂小南陵のみであった。